# Adiós
Adiós é um município da Espanha
na província e Comunidade Foral (autónoma) de Navarra. Tem 7,72 km² de área e em 2021 tinha 167 habitantes (densidade: 21,6 hab./km²).

## Demografia
| Variação demográfica do município entre 1991 e 2004 | Variação demográfica do município entre 1991 e 2004 | Variação demográfica do município entre 1991 e 2004 | Variação demográfica do município entre 1991 e 2004 |
| --------------------------------------------------- | --------------------------------------------------- | --------------------------------------------------- | --------------------------------------------------- |
| 1991                                                | 1996                                                | 2001                                                | 2004                                                |
| 114                                                 | 125                                                 | 138                                                 | 154                                                 |